# Emile Claus

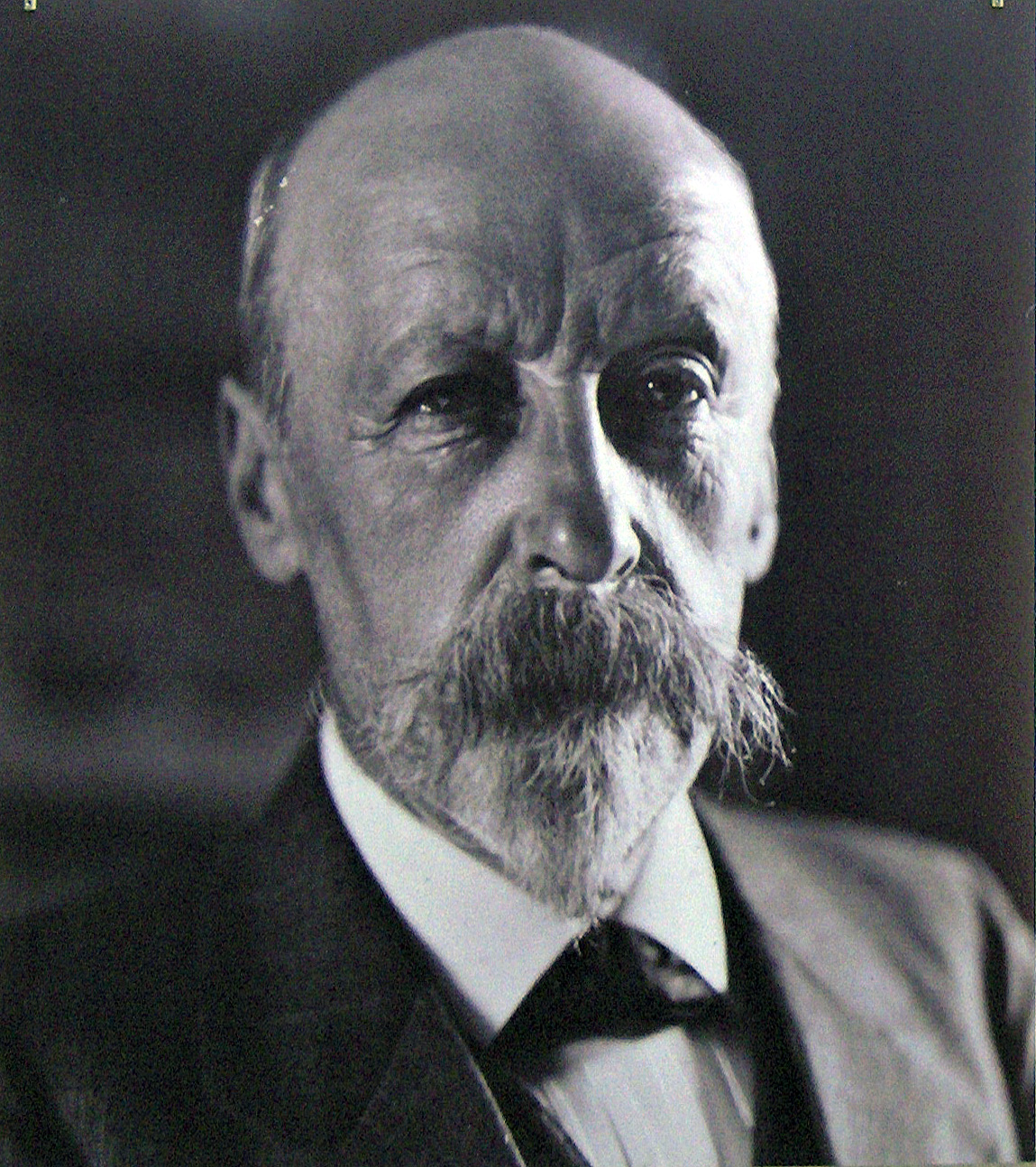
Emile Claus em 1917

Emile Claus (27 de setembro de 1849-14 de junho de 1924) foi um pintor impressionista belga.

## Biografia
Emile Claus nasceu em 27 de setembro de 1849, em Waregem, uma aldeia no Flandres Ocidental, Bélgica, às margens do rio Lis. Emile foi o décimo segundo filho de uma família de treze irmãos. O pai, Alexander, era um merceeiro e foi também vereador por algum tempo.
O desejo de pintar surgiu e Emile escreveu uma carta para a ajuda do famoso compositor e músico Pedro Benoit, que vivia nas proximidades de Harelbeke e era um visitante ocasional da família. Com algum esforço, Peter Benoit conseguiu convencer o pai de Claus a permitir que seu filho fosse estudar na Academia de Belas Artes de Antuérpia. Claus teve que pagar por seus estudos e, depois de se formar, passou a viver em Antuérpia.
Sob a influência de Claude Monet, ele desenvolveu um estilo que tem sido caracterizado como luminismo. Em 1904, ele começou o grupo artístico Vie et Lumière ("Vida e Luz").
Em 1918, no seu regresso de Londres após a Primeira Guerra Mundial e com o surgimento do expressionismo, Claus viu sua fama diminuir. Em 1921, foi-lhe dada uma última exposição em Bruxelas, onde especificamente suas obras sobre Londres ganharam elogios.
Um dia antes de sua morte, ele havia pintado um buquê de flores, que lhe foi enviado pela Rainha Isabel da Bélgica. Claus está enterrado em seu próprio jardim em Astene e uma rua é nomeada em homenagem a ele em Bruxelas.